# Consistorie van de Hoorn
Het Consistorie van de Hoorn of Consistorie van den Horen (Frans: Consistoire de la Trompe) was een bijzondere rechtbank voor jachtdelicten in het hertogdom Brabant. Het werd opgericht in 1518 door keizer Karel V ter vervanging van eerdere gelegenheidsjury's van leenmannen en bestond uit zeven rechters-leenmannen. Door een ordonnantie van 1536 beschikte elk kwartier over een lokale afdeling, waar vanaf 1545 drie rechters zetelden onder een luitenant-warantmeester. Het openbaar ministerie werd uitgeoefend door de opperjachtmeester van Brabant en vooral door zijn luitenant-generaal, de warantmeester van Brabant. Hoger beroep was mogelijk bij de Raad van Brabant. Valkerijdelicten waren voorbehouden aan het Valkenhof.

## Locaties
De zetel van het Consistorie was in het Jachthuis van Bosvoorde en na de Brusselse republiek in het Broodhuis. Lokale afdelingen waren er in Leuven, Antwerpen en 's-Hertogenbosch. De Antwerpse afdeling was gevestigd in Turnhout, dat over het aloude Valkenhof beschikte en vanaf 1411 ook over een jachtrechtbank of Weihof. Deze was gevestigd in het stadhuis van Turnhout. Voor het kwartier Brussel zou het Consistorie soms zijn bijeengekomen in het Hof ten Horen in Ukkel, dat een leengoed ervan was.

## Archief
Het archief van het Consistorie wordt bewaard in het Rijksarchief te Brussel.